# Liste von Porzellanmalern der KPM Berlin 1763–1918
Diese Liste der Porzellanmaler der KPM Berlin 1763–1918 ist eine Zusammenstellung von in der Fachliteratur erwähnten Porzellanmalern. Die Liste erhebt keinen Anspruch auf Vollständigkeit.
| Name         | Vorname                        | Zeit      | Tätig     | ab        | als                             | Fach                   | Anmerkungen                |
| ------------ | ------------------------------ | --------- | --------- | --------- | ------------------------------- | ---------------------- | -------------------------- |
| Böhme        | Carl Wilhelm                   | 1720–1795 | 1763–1789 | 1764      | Vorsteher                       | Veduten                | kgl. Hofmaler und Radierer |
| Tittelbach   | Franz                          | 1722–1808 | 1766–1808 | 1790      | Vorsteher                       | Allgemein und Porträt  |                            |
| Borrmann     | Johann Balthasar               | 1725–1784 | 1761–?    |           |                                 | Landschaft             |                            |
| Klipfel      | Carl Jacob Christian           | 1727–1802 | 1763–1801 |           | Inspektor                       |                        |                            |
| Clauce, jun. | Johann Ernest                  |           | 1769–1802 | 1789      | Vorsteher                       | Dekor und Landschaft   |                            |
| Clauce, sen. | Isak Jacob                     | 1728–1803 | 1756–1792 | 1763      | Vorsteher                       | Allgemein              |                            |
| Krausenick   | Johann Friedrich               | 1744–1807 | 1771–1807 | 1793      | Vorsteher                       | Dekor                  |                            |
| Schulze      | Johann Friedrich               | 1748–1824 | 1762–1823 | 1787      | Vorsteher                       | Blumen                 |                            |
| Forst        | Johann Hubert Anton            | 1755–1823 | 1771–1815 | 1794      | Vorsteher                       | Veduten, Tiere         | auch Öl-Maler und Grafik   |
| Zeep         | Christian                      | 1751–1808 | 1785–1808 |           |                                 |                        |                            |
| Pfürtzel     | Johann Baptist                 | 1752–1811 | 1763–1802 |           |                                 | Blumen                 |                            |
| Taubert      | Gustav Friedrich Amalius       | 1755–1839 | 1797– ?   |           |                                 | Figuren und Porträts   | auch Öl-Maler              |
| Maywald      | Heinrich Friedrich Wilhelm     | 1766–1842 | 1780–1833 |           | Vorsteher                       | Dekor                  |                            |
| Schall       | Johann Friedrich               | ? –1867   | 1785–1809 |           |                                 | Porträt                | auch Öl-Maler              |
| Völcker      | Johann Gottlieb Friedrich      | 1775–1849 | 1791–1848 | 1803      | Vorsteher                       | Blumen und Dekor       | auch Öl-Maler, Professor   |
| Röthig       | Johann Christian               | 1776–1829 | 1795–1829 |           |                                 |                        |                            |
| Barth        | Wilhelm                        | 1779–1852 | 1786–1803 |           |                                 |                        | auch Öl-Maler              |
| Krause       | Johann Gottlieb Friedrich      | ? –1805   | 1786–1805 |           |                                 |                        |                            |
| Fregevize    | Frederic                       | 1770–1849 | 1809–1849 |           |                                 | Landschaft             | auch Öl-Maler              |
| Bauer        | Friedrich Wilhelm              | 1778–1753 | 1814–1850 |           | Obermaler                       |                        |                            |
| Seeger       | Carl Wilhelm                   | 1782–1829 | ? –1829   |           |                                 | Veduten                |                            |
| Forst        | Johann Eusebius Anton          | 1783–1866 | 1797–1832 |           |                                 | Veduten                | auch Öl-Maler              |
| Diehl        | Johann Andreas                 | 1787–1757 | 1802–1857 |           |                                 | Veduten                |                            |
| Koch         | Carl Emanuel                   | 1787–1858 |           |           |                                 | Landschaft und Porträt |                            |
| Randow       | Karl Ludwig                    | 1788– ?   | 1802–1810 |           |                                 | Veduten                |                            |
| Sager        | Ernst Wilhelm                  | 1788–1840 | 1810–1830 |           |                                 | Blumen                 |                            |
| Forst        | Heinrich Wilhelm Julius        | 1789– ?   | 1804–1811 |           |                                 | Veduten                |                            |
| Delkeskamp   | Friedrich Wilhelm              | 1794–1872 | 1817–1823 | 1817      | Vorlagenmaler                   | Veduten                | Grafik                     |
| Blechen      | Carl                           | 1798–1640 | 1814–1840 |           |                                 | Landschaft             | auch Öl-Maler              |
| Hintze       | Johann Heinrich Wilhelm        | 1800–1862 | 1814– ?   |           |                                 | Blumen und Veduten     | auch Öl-Maler              |
| Gaertner     | Eduard                         | 1801–1877 | 1814–1821 |           |                                 | Dekor                  | auch Öl-Maler              |
| Forst        | Eduard Wilhelm Ferdinand       | 1801– ?   | 1817–1849 |           |                                 | Veduten                |                            |
| Hercker      | Friedrich                      | 1801–1858 | 1823–1858 |           |                                 | Veduten                |                            |
| Schirmer     | August Wilhelm Ferdinand       | 1802–1866 | 1814–1820 |           |                                 | Veduten und Landschaft | auch Öl-Maler              |
| Wolff        | Carl Friedrich Wilhelm         | 1803– ?   | 1816–1866 |           |                                 |                        |                            |
| Biermann     | Karl Eduard                    | 1803–1892 |           |           |                                 | Veduten und Landschaft | auch Öl-Maler              |
| Looschen     | Herrmann                       | 1807–1873 | 1832–1873 | 1849      | Vorsteher                       |                        |                            |
| Petitjean    | Charles Auguste                | 1808–1874 | 1823–1874 |           |                                 | Veduten                | auch Öl-Maler              |
| Walter       | Johann Christian Daniel August | 1809–1859 | 1831–1859 |           |                                 | Landschaft             |                            |
| Freydanck    | Carl Daniel                    | 1811–1887 | 1824–1848 | 1837      | Vorlagenmaler                   |                        |                            |
| Kalbe        | Carl Friedrich August          |           | 1814–1820 |           |                                 |                        |                            |
| Mantel       |                                |           | 1820–1896 |           |                                 |                        |                            |
| Timm         | Wilhelm Georg                  | 1820–1895 | 1867–?    | 1867      | Glasuren                        |                        | Lithograf                  |
| Kaufmann     |                                | 1832–1838 | 1833      | Vorsteher |                                 | Dekor und Veduten      |                            |
| Escher       | Wilhelm                        | 1814–1871 |           |           |                                 | Porträt                |                            |
| Escher       | Rudolf                         | 1816–1885 | 1850– ?   |           |                                 | Dekor und Veduten      |                            |
| Jaeckel      | Feodor                         | 1846–?    | 1882–?    |           |                                 | Landschaft             |                            |
| Kips         | Alexander                      | 1858–1810 | 1886–1908 | 1888      | künstlerischer Direktor Malerei | Landschaft             | auch Bildhauer             |
| Heinecke     | Ernst                          | 1859–?    | 1881–1897 |           |                                 | Blumen                 |                            |
| Krahner      | Martin                         | 1860–?    | 1880–?    |           |                                 | Blumen                 |                            |
| Koenig       | Friedrich wWilhelm August      | 1863–?    | 1888–?    |           |                                 |                        |                            |
| Miethe       | Paulo                          | 1864–1953 | 1883–?    | 1894      | Vorsteher                       | Blumen                 |                            |
| Lang         | Heinrich                       | 1868–1858 |           |           |                                 | Blumen/Dekor           |                            |
| Schröder     | Oskar                          | 1869–1898 |           |           |                                 | Blumen                 |                            |
| Vopel        | Max                            | 1873–1949 |           |           |                                 | Maler                  |                            |
| Dürschke     | Max                            | 1875–1930 |           |           |                                 | Porträt/Genre          | auch Öl-Maler              |
| Türcke       | Franz                          | 1877–1957 |           |           |                                 | Veduten                | auch Öl-Maler              |
| Preuß        | Rudolf                         | 1879–1861 |           |           |                                 | Veduten                |                            |
| Flad         | Adolf                          | 1881–1937 |           |           |                                 | Blumen/Dekor           |                            |
| Stanke       | Willy                          | 1882–1916 | 1896–1916 |           |                                 | Blumen/Dekor           |                            |
| Menzel       | Julius Wilhelm                 | 1890–1953 |           |           |                                 | Veduten                | auch Öl-Maler              |